# Grönkropp
Grönkropp är en term inom pulvermetallurgi och avser ett mellanstadium, när pulvret pressats till ett föremål av önskad form, men ännu inte sintrats.
Grönkroppen är skör och har inte de slutliga egenskaper som eftersträvas. För att omvandla den till en användbar komponent måste den genomgå upphettning för att pulvret genom diffusion ska få den eftersträvade metallurgiska bindningen vilket förbättrar hållfastheten. Upphettningen kallas sintring och sker i en sintringsugn som är fylld med inert gas för att motverka reaktioner med syre.
Grönkroppen kan behöva genomgå ytterligare behandlingssteg som återpressning, uppkolning, infiltration, impregnering och ytförtätning. Den kan även genomgå upprepade sintringar.
Ordet grönkropp  är en liknelse hämtad från växtriket där det gröna bäret ännu inte är moget.

## Fotnoter
1. 1 2  ”Enaxlig metallpulverpressning”. Manufacturing Guide. https://www.manufacturingguide.com/sv/enaxlig-metallpulverpressning. Läst 30 oktober 2024.